# Eurycope caribbea
Eurycope caribbea är en kräftdjursart som beskrevs av Benedict 1901. Eurycope caribbea ingår i släktet Eurycope och familjen Munnopsidae. Inga underarter finns listade i Catalogue of Life.